# Olivier Marchal
Olivier Marchal (Talence, 14 de novembro de 1958) é um ator e cineasta francês. No cinema seu trabalho mais conhecido é o thriller 36, na televisão ele se destaca pela criação das séries Flics e Braquo.
Ele foi agraciado com a Ordem das Artes e Letras em janeiro de 2010.